# یونولیت

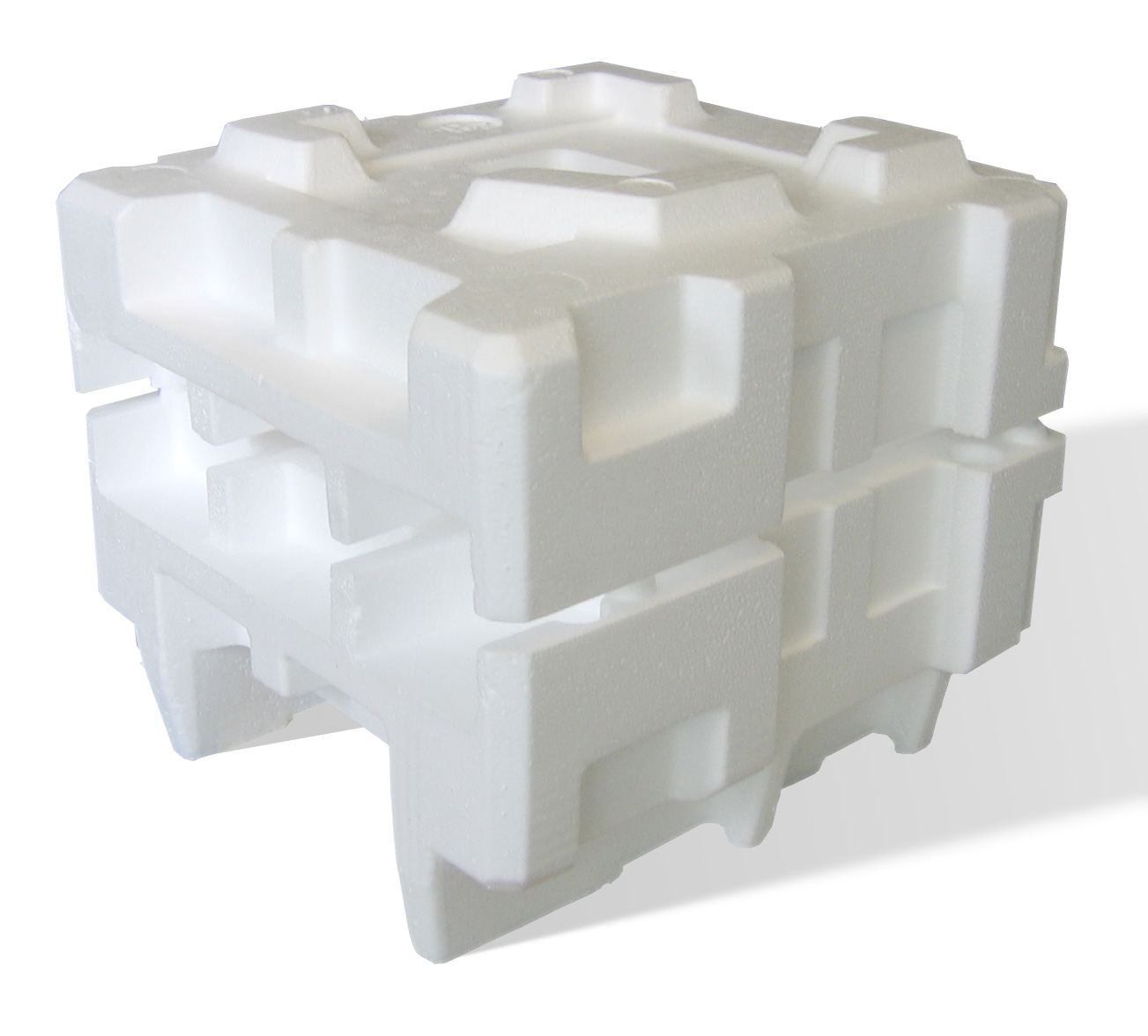
محفظه حمل و نقل ساخته شده از پلی‌استیرن

یونولیت (به انگلیسی: Styrofoam) در ایران بنام پلاستوفوم، یونولیت و آکاسیف ( گاهی آکاسیو یا آکاستیو )نامیده می‌شود. که نام اصلی آن پلی‌استیرن انبساطی (Expanded Polystyrene) یا EPS است. در بسیاری از کشورهای آمریکا شمالی این محصول با نام استایروفوم (Styrofoam) شناخته می‌شود. یونولیت ماده‌ای سبک و متخلخل و معمولاً سفید که در بسته‌بندی و عایق کاری کاربرد دارد در بعضی مواقع به آن فیبر سفید نیز می‌گویند. اما در حقیقت یونولیت نوعی پلیمر سفید رنگ و عایق رطوبت و صدا و دما است که از فرایندهای پتروشیمی تهیه می‌شود. پلی استیرن در سال ۱۸۳۹ توسط ادوارد سیمون کشف گردید؛ و در سال ۱۹۵۹ به وسیلهٔ کمپانی کوپر پلی استایرن انبساطی تولید گردید از این ماده برای عایق‌سازی، ساخت وسایل نیازمند عایق حرارتی و بسته‌بندی ابزار حساس الکتریکی، الکترونیکی و مکانیکی، ساخت یخدان جهت حمل دارو_ فراورده‌های خونی، حمل محصولات دریایی (ماهی و میگو) استفاده می‌شود.

## کاربردها
از یونولیت در سردخانه‌ها، شرکت‌های شیلات (با عنوان یخدان) برای حمل فراورده‌های شیلاتی مانند ماهی و میگو استودیوهای صدا برداری و ایزولاسیون صدا در فضاهای دارای آلودگی‌های بالای صوتی و همچنین ساخت ماکت، تابلوهای تبلیغاتی موقت و دکوراسیون‌ها استفاده می‌شود از استایروفوم در صنعت ساختمان در اندازه‌های مختلف و استاندار به عنوان بلوک‌های سقفی استفاده می‌شود.
علی رغم استفاده گسترده از یونولیت در ساختمان سازی انتقادات متعددی به کاربرد آن در ساختمان سازی وجود دارد.

## فرآیند تولید

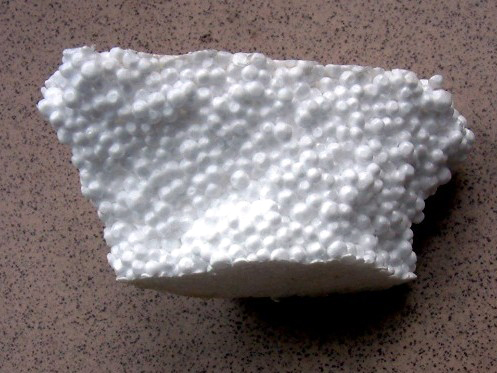
نمونه یک پلی استایرن منبسط شده

این ماده با شروع از ترکیبات پلی استایرن به شکل "مروارید" که حاوی یک عامل منبسط کننده (معمولا پنتان ) است، تولید می شود. پس از انبساط، پرلیت ها در سیلوهای استراحت نگهداری می شوند و بعداً به دستگاه های قالب گیری منتقل می شوند. در داخل دستگاه‌های مذکور گرما اعمال می‌شود تا عامل انبساط‌کننده موجود در پرلیت‌ها گرم شود و همزمان با پلاستیک شدن پلیمر ، حجم آن‌ها افزایش یابد. در طی این فرآیند، مواد با شکل قالب ها سازگار می شود.
در ساختمان سازی معمولاً آن را در صفحاتی با ضخامت ها و تراکم های مختلف به بازار عرضه می کنند. استفاده از طاق های پلی استایرن منبسط شده نیز برای ساخت کف هایی با درجه عایق حرارتی بالا رایج است. ترکیب پلی استایرن چه اکسترود شده و چه منبسط شده یکسان است. اکسترود یک ساختار بسته است که در صورت خیس شدن خواص حرارتی خود را از دست نمی دهد، اما در پلی استایرن منبسط شده که با داشتن ساختاری شکننده در صورت خیس شدن خواص حرارتی خود را از دست می دهد.

## اثرات زیست‌محیطی

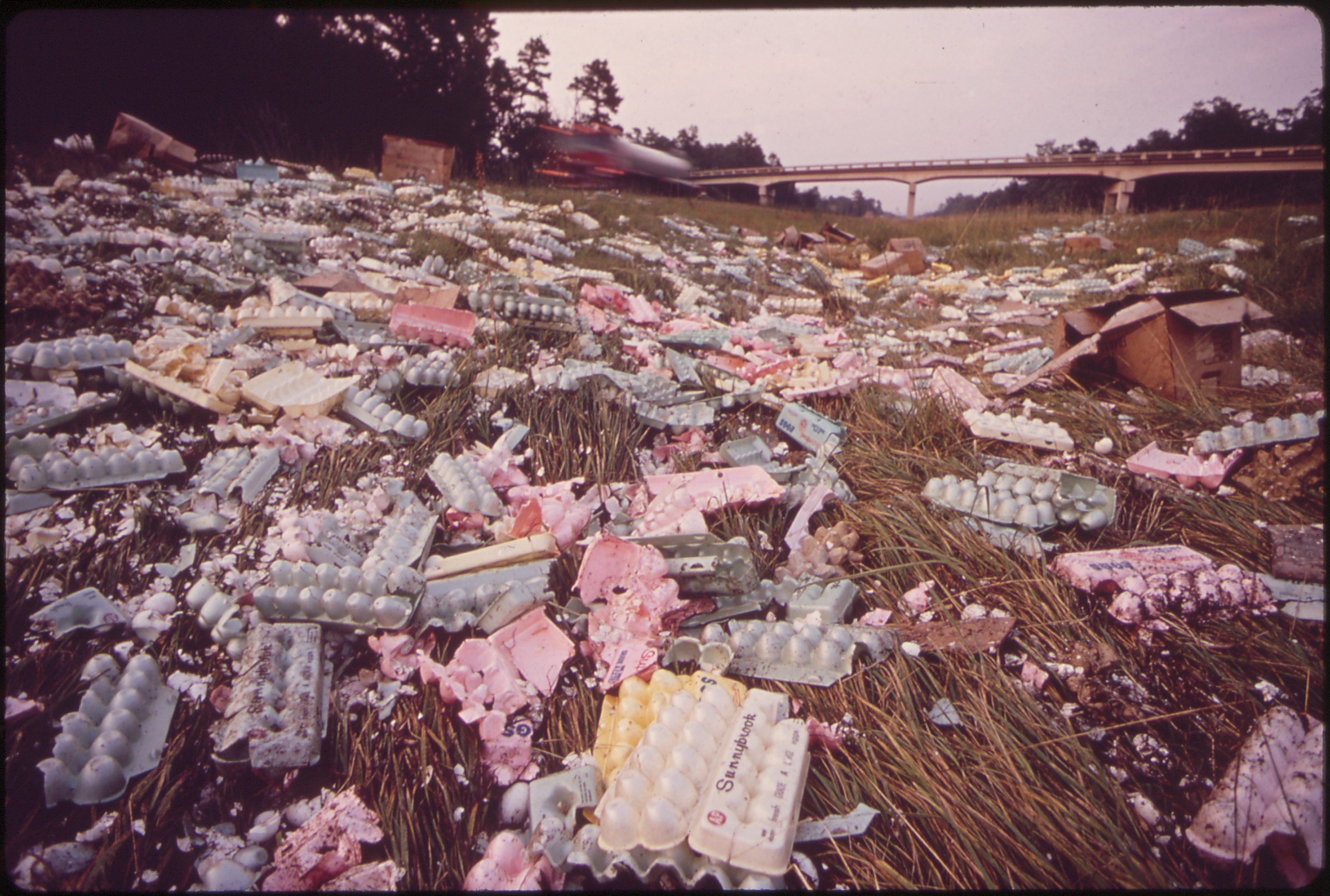
سوءتفاهم سیصد و دوازده تخم مرغ در بزرگراه بین ایالتی ۵۹، پنجاه مایلی شمال بیرمنگام

برای از بین رفتن یونولیت حدود ۵۰۰ سال (یا بیشتر) زمان لازم است. این ماده تأثیرات زیست‌محیطی نامطلوبی دارد از جمله باعث آلودگی اقیانوس‌ها شده و بلعیده شدنش توسط جانوران دریایی باعث مرگ آن‌ها می‌شود. پلی استایرن منبسط شده حاوی نوعی دیوکسین است که سمی است و می‌تواند باعث مشکلات تولید مثل و رشد، سیستم ایمنی بدن، تداخل با هورمون‌ها و ایجاد سرطان در انسان شود.

### تولید
از منابع طبیعی تجدید ناپذیر برای تولید پلی استایرن استفاده می‌شود، زیرا پلی استایرن یک پلاستیک مشتق شده از نفت است. وقتی صحبت از فرایند تولید و ردپای اکولوژیکی آن می‌شود، یکی از نگرانی‌های اصلی انتشار کلروفلوئوروکربن‌ها (CFCs) در فضا و جو است.

### اهمیت عایق حرارتی در کاهش انتشار گازهای گلخانه ای
پلی استایرن به عنوان یکی از بهترین عایق‌های حرارتی به‌طور گسترده در ساخت ساختمان‌ها استفاده می‌شود. یک ساختمان با عایق بندی مناسب با یونولیت می‌تواند انرژی مصرفی برای خنک کردن آن را تا ۴۰ درصد کاهش دهد. به این ترتیب انتشار گازهای گلخانه ای کاهش می‌یابد.

## عایق بودن
یونولیت عایق خوبی برای صدا و گرما و سرما است:
- یونولیت معمولی به ضخامت ۱۰ سانتی‌متر در برابر صدا ۴۲ دسی‌بل عایق است.
- یونولیت معمولی به ضخامت ۱۰ سانتی‌متر در برابر انتقال گرما حدود ۳۵٪ عایق حرارتی است.

## بازیافت یونولیت
تاکنون عملاً امکان بازیافت یونولیت وجود نداشته‌است. چون پلی استایرن بازیافت شده به صورت بالقوه آلوده‌است. اما Ashton Cofer، یک مخترع جوان، موفق به تبدیل یونولیت به محصولی مفید شده‌است. او توانست یونولیت را به کربن فعال تبدیل کند که در بسیاری از فیلترهای آب امروزی استفاده می‌شود.